# Jeux de l'Arafura 2019
Les Jeux de l'Arafura de 2019, 11e et dernière édition, se déroulent à Darwin en avril 2019.

## Tableau des médailles
| Rang | Nations | Médaille d'or | Médaille d'argent | Médaille de bronze | Total |
| ---- | ------- | ------------- | ----------------- | ------------------ | ----- |
| 1er  |         |               |                   |                    |       |
| 2e   |         |               |                   |                    |       |
| 3e   |         |               |                   |                    |       |
|      | Total   |               |                   |                    |       |